# Temple Akshardham (Gandhinagar)
 (décembre 2023).
Si vous disposez d'ouvrages ou d'articles de référence ou si vous connaissez des sites web de qualité traitant du thème abordé ici, merci de compléter l'article en donnant les références utiles à sa vérifiabilité et en les liant à la section « Notes et références ».
Le temple Akshardham de Gandhinagar est un des plus grands temples dans l'état indien du Gujarat.
Le complexe du temple associe la dévotion, l'art, l'architecture, l'enseignement, des expositions et la recherche dans un même endroit. Le temple a été l'objet de l'attention internationale quand deux terroristes lourdement armés l'ont attaqué en septembre 2002.
Le temple Akshardham est un prédécesseur du Temple Akshardham de Delhi, construit par la même organisation religieuse, Bochasanwasi Akshar-Purushottam Swaminarayan Sanstha (BAPS) dirigée par Pramukh Swami Maharaj.
Il a été inauguré le 2 novembre 1992, pendant les célébrations de centenaire d'Yogiji Maharaj. Le complexe est très fréquenté parmi les touristes visitant le Gujarat.

## Mandir Akshardham
Le point central du complexe est le Mandir d'Akshardham, qui mesure 33 mètres de haut, 40 mètres de large et 73 mètres de long. Il comprend 97 piliers sculptés, 17 dômes, 8 balcons, 220 poutres en pierre et 264 figures sculptées.
Conformément aux principes architecturaux védiques, aucun acier ni fer n'a été utilisé dans le mandir.  Des poutres en pierre de 6 mètres de long, pesant chacune cinq tonnes, ont été utilisées comme support porteur dans tout le mandir.  La chambre centrale du mandir abrite une murti de Swaminarayan ; sa représentation sacrée est dorée à la feuille, mesure plus de deux mètres de haut, est vénérée par les adeptes comme Dieu. La murti repose sur un large piédestal et pèse 1,2 tonne. Elle est flanquée des murtis du dévot idéal, Aksharbrahma Gunatitanand Swami et Aksharmukta Goplanand Swami, tous deux dans des postures de dévotion aimante envers Swaminarayan.
A chacun des quatre angles du mandir se trouve une murti en marbre grandeur nature des lignées de gourous ou successeurs de Swaminarayan vénérés par BAPS.  Le premier étage du mandir est connu sous le nom de Vibhuti Mandapam et présente des expositions décrivant le caractère spirituel de Swaminarayan, tandis que le sous-sol du mandir, appelé Prasadi Mandapam, abrite une exposition historique de diverses reliques sacrées de Swaminarayan.

### Abhishek Mandapam
Le complexe abrite un Mandapam, une zone réservée à tous les visiteurs pour effectuer l'abhisheka sur le murti de Neelkanth Varni - une forme yogique de Swaminarayan. Le murti de Neelkanth Varni a été consacré en 2014 par Pramukh Swami et le Mandapam d'Abhisheka a été inauguré le 14 décembre 2015 par Mahant Swami , le sixième successeur spirituel du Seigneur Swaminarayan selon la dénomination de l'hindouisme Swaminarayan. Le rituel abhishek commence par l'attache d'un Kalava , un fil sacré hindou, au poignet du visiteur accompagné de la récitation de shlokas hindous . Après avoir noué le fil, les visiteurs lavent le murti de Neelkanth Varni avec un petit pot d'eau sanctifiée. Pendant que la murti est baignée, les visiteurs sont encouragés à prier pour leurs souhaits personnels.

### Salles d'exposition
Les cinq salles d'exposition du complexe utilisent des présentations audiovisuelles et des dioramas grandeur nature pour explorer divers thèmes de l'hindouisme.  Les salles Neelkanth et Sahajannd décrivent la vie, le travail et les enseignements de Swaminarayan.
Le Mystic India Hall comprend un cinéma IMAX qui projette un film de 40 minutes décrivant le pèlerinage à travers le pays dans lequel Swaminarayan s'était lancé à l'âge de onze ans, lorsqu'il prit le nom de Neelkanth Varni. Le film, réalisé par Keith Melton et raconté par Peter O'Toole, a été tourné dans 108 lieux à travers l'Inde et compte plus de 45 000 personnes. Il a reçu de nombreux éloges, notamment le Prix du public au 10e Festival international du film grand format à La Géode à Paris, en France et le « Film le plus populaire » au Festival du film IMAX de San Jose.  
La salle Premanand est divisée en trois sections, la première est dédiée aux textes scripturaires hindous, aux Upanishads, au Ramayana et au Mahabharata ; la seconde explore les religions de manière plus générale et présente des expositions photographiques des symboles, des écritures, des sites sacrés, des codes moraux et des prières des principales confessions du monde ; et la troisième section rend hommage à certains des poètes indiens les plus célèbres.  
La cinquième salle d'exposition, Sant Param Hitakari, abrite un spectacle audio-animatronique transmettant un message de bonheur éternel.

### Spectacle aquatique Sat-Chit-Anand
Le spectacle aquatique Sat-Chit-Anand est une représentation interprétative de la parabole de Nachiketa , telle que racontée dans le Kathopanishad . Le titre de du spectacle se traduit par Vérité-Connaissance-Bien être et renvoie à la réalité ontologique hindoue Aksharbrahma ou Akshardham. Le spectacle a été inauguré le 3 avril 2010 par Pramukh Swami.  Le spectacle utilise le feu, les fontaines animées, le laser, les projections d'écran d'eau, la musique et les personnages vivants dans un récit de 45 minutes.
Nachiketa était le fils d'un rishi nommé Udalaka , qui organisait un Yajña au cours duquel il offrait du bétail malade et stérile aux participants brahmanes. Nachiketa a été troublé par la tromperie de son père et a demandé à qui il serait lui-même offert en charité. Irrité par cette question, Udalaka bannit Nachiketa dans le royaume de Yamapuri, le monde souterrain. Nachiketa resta à la porte de Yama (le dieu de la mort), pendant trois jours, attendant son arrivée ; Yama fut impressionné par la détermination de Nachiketa et lui offrit trois avantages. Premièrement, Nachiketa a demandé que son père puisse l'accueillir avec amour à son retour chez lui ; ensuite qu'il reçoive la connaissance par laquelle il peut être digne de vivre dans les cieux ; et enfin, qu'il puisse atteindre la connaissance de l'âme éternelle, l'Âtman, qui transcende la mort.  L'histoire de Nachiketa offre des leçons sur la réalisation de son vrai Soi, sur la vie selon ses principes, sur la persévérance face aux difficultés et sur le maintien d'une perspective spirituelle en toute circonstance.

### AARSH (Centre Akshardham pour la recherche appliquée en harmonie sociale)
AARSH est un institut de recherche, axé sur la tradition Swaminarayan, ainsi que sur le rôle des principes hindous dans la résolution des problèmes sociaux. Il sert de forum aux universitaires pour discuter de l'application pragmatique de la religion et de la philosophie pour accroître l'harmonie sociale dans la société. Le centre de recherche comprend une bibliothèque de plus de 7 000 ouvrages en sanskrit, hindi, gujarati et tamoul ainsi qu'une vaste collection de manuscrits rares qui couvrent les différentes confessions et écoles de philosophie de l'hindouisme.
L'AARSH accueille régulièrement des conférences académiques ; les événements passés incluent la Conférence des érudits sanskrits, la Conférence des journalistes sanskrits, la Conférence des saints poètes et la Conférence nationale sur Vaidikatva. L'AARSH, dirigé par son directeur, Shrutiprakash Swami, est un institut de recherche indépendant affilié à l'Université Shree Somnath Sanskrit de Veraval, Gujarat.

### Sahajanand Van
Sahajanand Van est un jardin de 6 hectares avec diverses attractions, notamment des arrangements rocheux, des fontaines, une cascade et une pépinière de 1600m^2.  On y trouve, aussi, six lieux de sagesse, qui décrivent des incidents et des enseignements propres à l'hindouisme.
- Le premier endroit est une sculpture en     marbre qui représente Swaminarayan sur sa jument préférée, Manki. Swaminarayan a voyagé dans le Gujarat     à cheval, visitant des villages et des maisons de fidèles. L'amour et     l'émotion de Manki pour Swaminarayan sont remarquables.
- Le deuxième endroit est une sculpture     représentant Vishnu sur les anneaux du serpent à     plusieurs têtes, Shesha. Aux côtés de Vishnu se trouve Lakshmi, son amie fidèle. Cet endroit exprime le rôle du dévot idéal : rester     éternellement au service de Dieu.
- Le troisième site est le Surya Ratha, qui représente le chariot du soleil, tiré     par sept étalons. La culture indienne honore le Soleil car il prodigue la     lumière, l'énergie et la vie.
- Le quatrième lieu est le Samudra Manthana , qui dépeint le brassage     de l'océan, grâce à un effort conjoint entre les devas et les asuras     , dans la recherche du nectar de l'immortalité, ou amrita. Avant que l’amrita ne soit découverte, un poison mortel était produit. Shiva est venu à notre secours et a sauvé le monde de la destruction.
- Le cinquième spot représente les fleuves     sacrés du Gange, de la Yamuna     et du Saraswati. Sur les bords de ces rivières, la     culture hindoue s’est épanouie.
- Le sixième endroit est le lac Narayan     Sarovar. Au centre du lac se trouve une fontaine de 6 mètres.

Le jardin offre également une esplanade de rassemblement d'une capacité de 9 000 places. Cette zone est utilisée pour des programmes culturels et des festivals. Au sein de Sahajanand Van se trouve également un restaurant végétarien intitulé Premvati.

### Construction et ouverture
La cérémonie de pose de la première pierre du mandir d'Akshardham a été dirigée par Pramukh Swami le 14 décembre 1979, et la fondation a été achevée en 1981. Elle a été conçue par l'architecte Chandrakant Sompura. La construction de l'ensemble du site a duré 7 ans. Des artisans experts en maçonnerie préparaient les pierres utilisées dans le mandir d'Akshardham ; le processus consistait à lisser, modeler, détailler et polir. Le lissage consiste à ciseler la pierre de taille en morceaux plus petits ; le modelage consiste à tracer au pochoir les motifs nus sur la pierre et à donner des contours approximatifs à la pierre ; les artisans utilisent des ciseaux pour détailler les dessins et les figurines dans la pierre ; et enfin, l'émeri est utilisé pour limer et polir la pierre jusqu'à obtenir une finition lisse. Alors que la structure du mandir elle-même a été achevée en 1985, la conceptions des différentes salles a été mise en œuvre au cours des trois années suivantes, et les travaux sur les expositions et la colonnade ont commencé en 1988. Le complexe achevé a été inauguré le 4 novembre 1992.

### Attaque terroriste
Le 24 septembre 2002, deux terroristes armés ont attaqué Akshardham, tuant 33 personnes et en blessant 70.  La Garde nationale de sécurité indienne est intervenue et a mis fin au siège, en tuant les deux assaillants. Une assemblée de prière dirigée par Pramukh Swami a été organisée le 29 septembre 2002,  au cours de laquelle les participants ont prié pour les âmes défuntes et leurs familles, ainsi que pour la paix et la tolérance. Plus de 30 000 personnes ont assisté à l'assemblée.  Le complexe d'Akshardham a été rouvert quatorze jours après l'attaque. La réponse pacifique de Pramukh Swami à l'incident du début à la fin a été qualifiée par un général de brigade impliqué dans l'opération de « réponse Akshardham » et décrite comme un modèle à suivre pour maintenir la paix et l'harmonie dans la société.